# Dubrînîci, Pereciîn
Dubrînîci (în ucraineană Дубриничі) este localitatea de reședință a comunei Dubrînîci din raionul Pereciîn, regiunea Transcarpatia, Ucraina.

## Demografie
Componența lingvistică a localității Dubrînîci
     Ucraineană (98,61%)
     Alte limbi (1,12%)
Conform recensământului din 2001, majoritatea populației localității Dubrînîci era vorbitoare de ucraineană (98,61%), existând în minoritate și vorbitori de alte limbi.